# ロガン酸-O-メチルトランスフェラーゼ
ロガン酸-O-メチルトランスフェラーゼ(Loganate O-methyltransferase、EC 2.1.1.50)は、以下の化学反応を触媒する酵素である。
S-アデノシル-L-メチオニン + ロガン酸{\displaystyle \rightleftharpoons }S-アデノシル-L-ホモシステイン + ロガニン
従って、この酵素の2つの基質はS-アデノシル-L-メチオニンとロガン酸、2つの生成物はS-アデノシル-L-ホモシステインとロガニンである。
この酵素は、転移酵素、特に1炭素基を転移させるメチルトランスフェラーゼのファミリーに属する。系統名は、S-アデノシル-L-メチオニン:ロガン酸 11-O-メチルトランスフェラーゼ(S-adenosyl-L-methionine:loganate 11-O-methyltransferase.)である。この酵素は、テルペンインドール及びトコンアルカロイドの生合成に関与している。